# Medelpads domsaga (1673–1878)
För andra betydelser, se Medelpads domsaga.
Medelpads domsaga var en domsaga i Västernorrlands län. 
Medelpads domsaga bildades 1673 och upphörde den 1 januari 1879 (enligt beslut den 18 maj 1878), då den delades på Medelpads västra domsaga och Medelpads östra domsaga.
Domsagan tillhörde domkretsen för Svea hovrätt.

## Tingslag
Domsagan omfattade från bildandet tolv tingslag.
- Sköns tingslag
- Ljustorps tingslag
- Indals tingslag
- Njurunda tingslag
- Torps tingslag
- Tuna tingslag
- Selångers tingslag

Upphörda före 1710-talet:
- Lidens tingslag
- Hässjö tingslag
- Bergsjö tingslag
- Stöde tingslag
- Attmars tingslag (upphörde 1688)

Fem tingslag hade uppgått i andra tingslag i domsagan genom sammanslagningar redan på 1710-talet.

## Häradshövdingar
| Ämbetstid                              | Namn                    | Levnadstid |
| -------------------------------------- | ----------------------- | ---------- |
| 1673-1691                              | Erik Teet               | 1645-1693  |
| (fullmakt 18 september 1691) 1691-1730 | Mauritz Biörner         |            |
| (fullmakt 22 januari 1730) 1730-1763   | Carl Mauritz Biörner    |            |
| (fullmakt 3 februari 1763) 1763-1783   | Abraham Enagrius        |            |
| (fullmakt 19 mars 1783) 1783-1792      | Erik Tryggdahl          | ?-1792     |
| (fullmakt 4 december 1792) 1792-1815   | Augustin Lidström       | ?-1815     |
| (fullmakt 7 november 1815) 1815-1832   | Johan Petter Lund       | ?-1832     |
| (fullmakt 23 mars 1833) 1833-1865      | Fredrik Johan Forssius  | ?-1865     |
| (fullmakt 10 april 1866) 1866-1878     | Gustaf Ulrik Bergmanson |            |